# Prison de Soto del Real
Le centre pénitentiaire Madrid V ou prison de Soto del Real est un centre pénitentiaire espagnol situé sur le territoire de la commune de Soto del Real, dans la Communauté de Madrid.

## Caractéristiques
Située au kilomètre 3,5 km de la route M-609, la prison a été inaugurée le 14 mars 1995 par le ministre de l'Intérieur Juan Alberto Belloch, avec une capacité initiale de 2 000 reclus. Il était alors équipé d'une piscine, deux pistes de squash, de courts de handball, de basket-ball et de football en salle ainsi que de salles de sport,.
Prison de référence pour l'Audience nationale, on la surnomme parfois «prison VIP». Le module 4 de la prison aurait reçu en 2017 le surnom de «Can Barça» parmi les internes et fonctionnaires des prisons, à cause de la présence parmi les détenus de Jordi Pujol Ferrusola, fils de Jordi Pujol et de Sandro Rossell. Parmi les reclus de la prison ont figuré aussi d'autres personnalités publiques comme Luis Bárcenas, Francisco Correa Sánchez, Miguel Blesa, Gerardo Díaz Ferrán, Ignacio González, Lluís Prenafeta, Mario Conde, Macià Alavedra, Miguel Bernad, José María Ruiz Mateos, Ángel María Villar, Jordi Sànchez et Jordi Cuixart,,.

## Prisonniers célèbres
- Jordi Pujol Ferrusola
- Mario Conde
- Luis Bárcenas
- Francisco Correa Sánchez
- Ignacio González
- Ángel María Villar
- Jordi Sànchez
- Jordi Cuixart